# Liste der Kulturdenkmale in Barmstedt
In der Liste der Kulturdenkmale in Barmstedt sind alle Kulturdenkmale im Sinne von § 1 Abs. 2 Denkmalschutzgesetz der schleswig-holsteinischen Stadt Barmstedt (Kreis Pinneberg) aufgelistet (Stand: 31. März 2025).

## Legende
In den Spalten befinden sich folgende Informationen:
- Objekt-ID: die Nummer des Kulturdenkmales
- Lage: die Adresse des Kulturdenkmales und die geographischen Koordinaten. Kartenansicht, um Koordinaten zu setzen. In der Kartenansicht sind Kulturdenkmale ohne Koordinaten mit einem roten Marker dargestellt und können in der Karte gesetzt werden. Kulturdenkmale ohne Bild sind mit einem blauen Marker gekennzeichnet, Kulturdenkmale mit Bild mit einem grünen Marker.
- Offizielle Bezeichnung: Bezeichnung des Kulturdenkmales
- Beschreibung: die Beschreibung des Kulturdenkmales
- Bild: ein Bild des Kulturdenkmales

## Sachgesamtheiten
| Objekt-ID      | Lage                                                          | Offizielle Bezeichnung | Beschreibung | Bild                             |
| -------------- | ------------------------------------------------------------- | ---------------------- | --- | -------------------------------- |
| 40787 Wikidata | Chemnitzstraße, Kirchenstraße 4 (53° 47′ 19″ N, 9° 46′ 31″ O) | Heiligen-Geist-Kirche  | Heiligen-Geist-Kirche; 1717/18 mit romanischem Kern; Kirchenbau 1717/18 von J. L. Nerger mit reicher Ausstattung des 18. Jhs, umgebender Kirchhof mit Grabsteinen vor 1870 und Baumkranz, Pastorat von 1852 - Begründung: geschichtlich, künstlerisch, städtebaulich, Kulturlandschaft prägend - Schutzumfang: Heiligen-Geist-Kirche mit Ausstattung, Kirchhof, Grabmale bis 1870, Baumkranz, Pastorat | weitere Fotos \| Fotos hochladen |

## Mehrheit von baulichen Anlagen
| Objekt-ID | Lage                                                      | Offizielle Bezeichnung       | Beschreibung | Bild |
| --------- | --------------------------------------------------------- | ---------------------------- | --- | ---- |
| 51029     | Bahnhofstraße 4, 5, 6, 7, 8 (53° 47′ 26″ N, 9° 46′ 24″ O) | Wohnhäuser Bahnhofstraße 4-8 | Wohnhäuser Bahnhofstraße 4-8; um 1900; zweigeschossige, traufständige Backsteinhäuser mit historisierendem Dekor und schiefergedeckten Berliner Dächern, Nr. 8 mit Satteldach, Mittelzwerchhaus und schlichtem Freigespärre - Begründung: geschichtlich, künstlerisch, städtebaulich - Schutzumfang: Wohnhäuser Bahnhofstraße 4, 5, 6, 7, 8 | BW   |

## Bauliche Anlagen
| Objekt-ID      | Lage                                             | Offizielle Bezeichnung                        | Beschreibung | Bild                             |
| -------------- | ------------------------------------------------ | --------------------------------------------- | --- | -------------------------------- |
| 28357          | Am Friedhof 3 (53° 48′ 11″ N, 9° 46′ 23″ O)      | Mausoleum Sesiani                             | Mausoleum; 1907; repräsentativer kleiner Bau in neoklassizistischer Formensprache mit dorischer Tempelfront und Dachreiter, Gruft im Kellergeschoss - Begründung: geschichtlich, künstlerisch, Kulturlandschaft prägend - Schutzumfang: gesamtes Objekt - Denkmaltyp: Bauliche Anlage | Fotos hochladen                  |
| 45976          | Am Markt 24 (53° 47′ 21″ N, 9° 46′ 20″ O)        | Wohn- und Geschäftshaus                       | Wohn- und Geschäftshaus; 1906; dreigeschossiger traufenständiger Bau in Jugendstilformen, Berliner Dach - Begründung: geschichtlich, städtebaulich - Schutzumfang: gesamtes Objekt - Denkmaltyp: Bauliche Anlage | BW                               |
| 41673          | Bahnhofstraße 1 (53° 47′ 24″ N, 9° 46′ 23″ O)    | ehem. Schuhfabrik Lüdemann                    | Fabrikgebäude; 1948; breit gelagerter zweigeschossiger Klinkerbau, giebelständig mit Satteldach, Schleppgauben, stark durchfensterte Fassade; Pfeiler der Toreinfahrt - Begründung: geschichtlich, städtebaulich - Schutzumfang: ehem. Schuhfabrik Lüdemann, zwei Torpfeiler - Denkmaltyp: Bauliche Anlage | BW                               |
| 25303          | Bahnhofstraße 3 (53° 47′ 25″ N, 9° 46′ 22″ O)    | ehem. Villa Oetken                            | Villa Oetken; 1902-1904; Architekt C. Hensen; zweigeschossiger Putzbau mit Satteldach, markantem geschossübergreifendem Erker und Turm mit Pyramidendach - Begründung: geschichtlich, künstlerisch, städtebaulich - Schutzumfang: gesamtes Objekt - Denkmaltyp: Bauliche Anlage | BW                               |
| 25182          | Chemnitzstraße 1 (53° 47′ 20″ N, 9° 46′ 29″ O)   | ehem. Gastwirtschaft "Zur Linde"              | Gastwirtschaft mit Ausspann und Herberge; um 1905; zweigeschossiger Ziegelbau mit Putzflächen, weit auskragendes Erdgeschoss mit darüber liegender Terrasse, Walmdach - Begründung: geschichtlich, städtebaulich - Schutzumfang: gesamtes Objekt - Denkmaltyp: Bauliche Anlage | BW                               |
| 25486          | Chemnitzstraße 9 (53° 47′ 20″ N, 9° 46′ 27″ O)   | Pastorat                                      | Pastorat; 1865; Architekt Hermann Georg Krüger; zweigeschossiger, symmetrischer Backsteinbau, Gliederung durch zweistufige Lisenen mit Blendnischen, flaches Walmdach; Einfriedung - Begründung: geschichtlich, künstlerisch, städtebaulich - Schutzumfang: Pastorat, Einfriedung - Denkmaltyp: Bauliche Anlage | BW                               |
| 555 Wikidata   | Chemnitzstraße 10 (53° 47′ 20″ N, 9° 46′ 24″ O)  | Haus Humburg                                  | Alteintragung (Aktualisierung vorgesehen) - Begründung: geschichtlich, städtebaulich, Kulturlandschaft prägend - Schutzumfang: gesamtes Objekt - Denkmaltyp: Bauliche Anlage | Fotos hochladen                  |
| 556 Wikidata   | Chemnitzstraße 14 (53° 47′ 20″ N, 9° 46′ 26″ O)  | Wohnhaus                                      | Alteintragung (Aktualisierung vorgesehen) - Begründung: Alteintragung (Aktualisierung vorgesehen) - Schutzumfang: Alteintragung (Aktualisierung vorgesehen) - Denkmaltyp: Bauliche Anlage | Fotos hochladen                  |
| 581 Wikidata   | Chemnitzstraße 16 (53° 47′ 19″ N, 9° 46′ 31″ O)  | Heiligen-Geist-Kirche mit Ausstattung         | Die heutige Kirche ist der zweite, eventuell auch dritte Bau an dieser Stelle. Als direkte Vorgängerin wird die sogenannte „St. Margarethen-Kirche“ benannt, die in ihren Grundmauern noch aus dem 13. Jahrhundert stammte. Heiligen-Geist-Kirche mit Ausstattung; 1717/18 J. L. Nerger; Backsteinbau mit im Kern romanischem Rundturm, Saalkirche mit dreiseitigem Chorabschluss, im Innern flache Holzdecke, West- und Ostempore, reiche Ausstattung des 18. Jahrhunderts - Begründung: geschichtlich, künstlerisch, städtebaulich - Schutzumfang: gesamtes Objekt - Denkmaltyp: Bauliche Anlage, Sachgesamtheit: Heiligen-Geist-Kirche | weitere Fotos \| Fotos hochladen |
| 24864 Wikidata | Düsterlohe 5 (53° 47′ 22″ N, 9° 45′ 22″ O)       | Ehemaliges Krankenhaus der Grafschaft Rantzau | ehem. Krankenhaus der Grafschaft Rantzau; 1914–16, Johann Krohn; zweigeschossiges Backsteingebäude auf hohem Sockel, neubarocke Formen des Heimatstils, Sandsteinportal mit Triumphbogenmotiv vor loggiaähnlicher Eingangssituation, weiß aufgeputzte Gesimse und Fensterverdachungen, Mansardwalmdach - Begründung: geschichtlich, künstlerisch, städtebaulich - Schutzumfang: gesamtes Objekt - Denkmaltyp: Bauliche Anlage | Fotos hochladen                  |
| 25259          | Kirchenstraße 4 (53° 47′ 20″ N, 9° 46′ 32″ O)    | Pastorat                                      | Pastorat; 1852; Architekt: Bauinspektor Krüger, Kiel; zweigeschossiger Backsteinbau, Eingangsbetonung durch leicht vorkragenden Mittelrisalit bis Traufhöhe, eingenischte Eingangstür mit zwei Halbfenstern in der Fassadenflucht, flaches Walmdach - Begründung: geschichtlich, städtebaulich - Schutzumfang: gesamtes Objekt - Denkmaltyp: Bauliche Anlage, Sachgesamtheit: Heiligen-Geist-Kirche | BW                               |
| 24973          | Königstraße 19 - 21 (53° 47′ 18″ N, 9° 46′ 3″ O) | Kreissparkasse                                | Bankgebäude; 1911; Architekt Johann Theede; zweigeschossiger Ziegelbau mit Walmdach und aufgeputzter ionischer Kolossalordnung im breiten Mittelrisalit - Begründung: geschichtlich, künstlerisch, städtebaulich - Schutzumfang: gesamtes Objekt - Denkmaltyp: Bauliche Anlage | BW                               |
| 558 Wikidata   | Königstraße 28 (53° 47′ 19″ N, 9° 45′ 59″ O)     | Wohnhaus                                      | Alteintragung (Aktualisierung vorgesehen) - Begründung: Alteintragung (Aktualisierung vorgesehen) - Schutzumfang: Alteintragung (Aktualisierung vorgesehen) - Denkmaltyp: Bauliche Anlage | Fotos hochladen                  |
| 559 Wikidata   | Königstraße 30 (53° 47′ 18″ N, 9° 45′ 58″ O)     | Wohnhaus                                      | Alteintragung (Aktualisierung vorgesehen) - Begründung: Alteintragung (Aktualisierung vorgesehen) - Schutzumfang: Alteintragung (Aktualisierung vorgesehen) - Denkmaltyp: Bauliche Anlage | BW                               |
| 560 Wikidata   | Kuhberg 41 (53° 47′ 25″ N, 9° 45′ 56″ O)         | Fachhallenhaus                                | Alteintragung (Aktualisierung vorgesehen) - Begründung: Alteintragung (Aktualisierung vorgesehen) - Schutzumfang: Alteintragung (Aktualisierung vorgesehen) - Denkmaltyp: Bauliche Anlage | Fotos hochladen                  |
| 557 Wikidata   | Moltkestraße 4 (53° 47′ 15″ N, 9° 45′ 44″ O)     | Friedhofs-Torhaus                             | Alteintragung (Aktualisierung vorgesehen) - Begründung: geschichtlich, künstlerisch, städtebaulich - Schutzumfang: gesamtes Äußeres - Denkmaltyp: Bauliche Anlage | Fotos hochladen                  |
| 25496 Wikidata | Nappenhorn 2 (53° 47′ 35″ N, 9° 46′ 30″ O)       | Genossenschaftsmühle                          | Genossenschaftsmühle; 1922–23 erbaut; dreigeschossiger Backsteinbau mit zwei einachsigen mit Zwerchhäusern bekrönten Risaliten mit Ladeluken an den langen Traufseiten, Sprossenfenster am gesamten Bau, Mansardkrüppelwalmdach - Begründung: geschichtlich, städtebaulich, Kulturlandschaft prägend - Schutzumfang: gesamtes Objekt - Denkmaltyp: Bauliche Anlage | BW                               |
| 1037 Wikidata  | Rantzau 9 (53° 46′ 59″ N, 9° 45′ 34″ O)          | Gerichtsdienerhaus mit Gefängnis              | Alteintragung (Aktualisierung vorgesehen) - Begründung: Alteintragung (Aktualisierung vorgesehen) - Schutzumfang: Alteintragung (Aktualisierung vorgesehen) - Denkmaltyp: Bauliche Anlage | Fotos hochladen                  |
| 1036 Wikidata  | Rantzau 11 (53° 46′ 59″ N, 9° 45′ 35″ O)         | Gerichtsschreiberhaus                         | Alteintragung (Aktualisierung vorgesehen) - Begründung: Alteintragung (Aktualisierung vorgesehen) - Schutzumfang: Alteintragung (Aktualisierung vorgesehen) - Denkmaltyp: Bauliche Anlage | Fotos hochladen                  |
| 563 Wikidata   | Rantzau 12 (53° 46′ 57″ N, 9° 45′ 33″ O)         | Speicher                                      | Alteintragung (Aktualisierung vorgesehen) - Begründung: Alteintragung (Aktualisierung vorgesehen) - Schutzumfang: Alteintragung (Aktualisierung vorgesehen) - Denkmaltyp: Bauliche Anlage | Fotos hochladen                  |
| 1034 Wikidata  | Rantzau 13 (53° 46′ 59″ N, 9° 45′ 37″ O)         | ehem. Amtsgericht                             | Das Gebäude beherbergt heute das Museum der Grafschaft Rantzau. Alteintragung (Aktualisierung vorgesehen) - Begründung: Alteintragung (Aktualisierung vorgesehen) - Schutzumfang: Alteintragung (Aktualisierung vorgesehen) - Denkmaltyp: Bauliche Anlage | Fotos hochladen                  |
| 562 Wikidata   | Rantzau 14 (53° 46′ 57″ N, 9° 45′ 34″ O)         | Wassermühle                                   | Alteintragung (Aktualisierung vorgesehen) - Begründung: Alteintragung (Aktualisierung vorgesehen) - Schutzumfang: Alteintragung (Aktualisierung vorgesehen) - Denkmaltyp: Bauliche Anlage | Fotos hochladen                  |
| 23119 Wikidata | Rantzau 14 (53° 46′ 59″ N, 9° 45′ 34″ O)         | Stauwehr und Wasserführung                    | Alteintragung (Aktualisierung vorgesehen) - Begründung: Alteintragung (Aktualisierung vorgesehen) - Schutzumfang: Alteintragung (Aktualisierung vorgesehen) - Denkmaltyp: Bauliche Anlage | BW                               |
| 1035 Wikidata  | Rantzau 15 (53° 46′ 58″ N, 9° 45′ 39″ O)         | Sog. Schloss                                  | Alteintragung (Aktualisierung vorgesehen) - Begründung: Alteintragung (Aktualisierung vorgesehen) - Schutzumfang: Alteintragung (Aktualisierung vorgesehen) - Denkmaltyp: Bauliche Anlage | Fotos hochladen                  |

## Gründenkmale
| Objekt-ID      | Lage                                         | Offizielle Bezeichnung | Beschreibung | Bild            |
| -------------- | -------------------------------------------- | ---------------------- | --- | --------------- |
| 9943 Wikidata  | Chemnitzstraße (53° 47′ 19″ N, 9° 46′ 30″ O) | Kirchhof               | Kirchhof; auf 1717/18 oder früher zurückgehend; spitzovale überwiegend begrünte Fläche um die Kirche mit Lindenkranz - Begründung: geschichtlich, Kulturlandschaft prägend - Schutzumfang: Kirchhof, Grabmale bis 1870, Baumkranz - Denkmaltyp: Gründenkmal, Sachgesamtheit: Heiligen-Geist-Kirche | Fotos hochladen |
| 23117 Wikidata | Rantzau (53° 46′ 58″ N, 9° 45′ 38″ O)        | Schlossplatz           | Alteintragung (Aktualisierung vorgesehen) - Begründung: geschichtlich, städtebaulich - Schutzumfang: gesamtes Objekt - Denkmaltyp: Gründenkmal | BW              |

## Ehemalige Kulturdenkmale
Bis zum Inkrafttreten der Neufassung des schleswig-holsteinischen Denkmalschutzgesetzes am 30. Januar 2015 waren nachfolgend aufgeführte Objekte als Kulturdenkmale gemäß §1 des alten Denkmalschutzgesetzes (DSchG SH 1996) geschützt:
| Objekt-ID | Lage                                            | Offizielle Bezeichnung   | Beschreibung                      | Bild                                    |
| --------- | ----------------------------------------------- | ------------------------ | --------------------------------- | --------------------------------------- |
|           | Austraße 10 (53° 47′ 17″ N, 9° 46′ 37″ O)       |                          |                                   | BW                                      |
|           | Austraße 10 ()                                  | Fabrikanlage             | Ehemalige Wachsfabrik "Schlickum" | Direkt Bild zu diesem Denkmal hochladen |
|           | Bahnhofstraße (53° 47′ 33″ N, 9° 46′ 25″ O)     | Bahnhof                  |                                   | Fotos hochladen                         |
|           | Bahnhofstraße 9 (53° 47′ 26″ N, 9° 46′ 22″ O)   | Wohnhaus                 |                                   | BW                                      |
|           | Bahnhofstraße 10 (53° 47′ 26″ N, 9° 46′ 24″ O)  | Postamt                  |                                   | BW                                      |
|           | Chemnitzstraße 26 (53° 47′ 18″ N, 9° 46′ 29″ O) | Wohnhaus                 |                                   | BW                                      |
|           | Chemnitzstraße 30 (53° 47′ 19″ N, 9° 46′ 32″ O) | Amtsgebäude              |                                   | BW                                      |
|           | Kirchenstraße 13 (53° 47′ 23″ N, 9° 46′ 30″ O)  | Wohnhaus                 |                                   | BW                                      |
|           | Rantzau ()                                      | Schleuse Rantzau         |                                   | Direkt Bild zu diesem Denkmal hochladen |
|           | Rantzau 1 (53° 47′ 5″ N, 9° 45′ 25″ O)          | ehemaliges Sudhaus       |                                   | BW                                      |
|           | Rantzau 16 (53° 46′ 57″ N, 9° 45′ 35″ O)        | ehem. Scheune            |                                   | BW                                      |
|           | Rantzau 16 ()                                   | Wohnhaus zur Wassermühle |                                   | Direkt Bild zu diesem Denkmal hochladen |
|           | Reichenstraße 4 (53° 47′ 22″ N, 9° 46′ 22″ O)   | Wohn- u. Geschäftshaus   |                                   | BW                                      |
|           | Reichenstraße 16 (53° 47′ 22″ N, 9° 46′ 24″ O)  | Wohnhaus                 |                                   | BW                                      |
|           | Schulstraße 8 (53° 47′ 29″ N, 9° 46′ 39″ O)     | Schule                   |                                   | BW                                      |

## Quelle
- Liste der Kulturdenkmale in Schleswig-Holstein – Kreis Pinneberg (PDF)

- Karte mit allen Koordinaten:
- OSM |
- WikiMap